# Distichoptera porteri
Distichoptera porteri är en insektsart som beskrevs av Brfthes 1913. Distichoptera porteri ingår i släktet Distichoptera och familjen sköldstritar. Inga underarter finns listade i Catalogue of Life.